# Kazeem Olaigbe
Kazeem Olaigbe, né le 2 janvier 2003 à Bruxelles en Belgique, est un footballeur belge qui joue au poste d'attaquant à Trabzonspor. Il possède également la nationalité nigériane.

## Biographie

### En club

#### Jeunesse et formation
Kazeem Olaigbe commence sa carrière à l'académie des jeunes du RSC Anderlecht, avant de passer à celle du Southampton FC en 2019. En février 2022, il signe une prolongation de son contrat avec le club jusqu'en 2024. Après la saison 2022-2023, au cours de laquelle il marque douze buts en Premier League 2, il devient l'un des huit nommés pour le trophée du Joueur de l'année dans la compétition anglaise U21.

#### Prêts à Ross County et Harrogate Town
En juin 2022, le Southampton FC prête Kazeem Olaigbe pour une saison au club de première division écossaise, Ross County.
Le 9 juillet 2022, il fait alors ses débuts officiels à Ross County lors du match de Coupe de la Ligue écossaise contre le club amateur Buckie Thistle FC que Ross County n'a pu gagner qu'aux tirs au but. Il inscrit son premier goal lors de cette séance de tirs au but.
Le 23 juillet 2022, il marque deux fois lors de la victoire 7-0 contre l'East Fife FC. Le 30 juillet 2022, il a fait ses débuts en Scottish Premiership. Lors de la première journée, l'entraîneur Malky Mackay le fait entrer à la 64e minute contre Heart of Midlothian (défaite, 2-1).
Le 31 janvier 2023, Ross County annonce mettre fin prématurément au prêt de Kazeem Olaigbe au Ross County. Le même jour, le Southampton FC annonce que Kazeem Olaigbe, qui, en plus de dix-neuf matches de championnat, avait également disputé six matchs de coupe en Écosse, terminerait la saison avec le club anglais de quatrième division Harrogate Town. Il dispute dix-neuf matches de championnat pour Harrogate Town en 2022-2023.

#### Cercle Bruges KSV
À l'été 2023, la presse belge évoque un transfert de Kazeem Olaigbe au Standard de Liège. Cependant, fin août 2023, il signe un contrat de quatre ans avec le club du Cercle Bruges.

#### Stade rennais FC
Le 3 février 2025, lors du mercato hivernal, Kazeem Olaigbe est transféré au Stade rennais FC et paraphe un contrat de quatre ans et demi, soit jusqu'en juin 2029,,. Le montant de son transfert est estimé à 5 millions d'euros. Il fait ses débuts avec le club breton le 8 février, face à l'AS Saint-Étienne de son compatriote et équipier chez les espoirs belges Lucas Stassin, en montant au jeu pour Djaoui Cissé à la 84e minute de la rencontre (victoire, 0-2).

#### Trabzonspor
Le 7 août 2025, après seulement six mois passés au Stade rennais FC et dix rencontres disputées, Kazeem Olaigbe quitte les Rouge et Noir et s'engage en faveur de Trabzonspor qui a terminé à la septième place de SüperLig lors de la saison 2024-2025,. Il paraphe un contrat de cinq ans, soit jusqu'en juin 2030. Le montant du transfert est estimé à 5 millions d'euros.

### En sélection nationale
Kazeem Olaigbe fait ses débuts avec l'équipe de Belgique des moins de 15 ans en 2018. Le 11 septembre 2023, il fait ses débuts pour l'équipe espoirs belge lors des éliminatoires du Championnat d'Europe contre le Kazakhstan. Il remplace Malick Fofana à la 70e minute et marqué le seul but de la rencontre sept minutes plus tard, permettant à l'entraineur Gill Swerts de débuter son mandat par une victoire.

## Statistiques

### En club
| Saison                | Club                  | Championnat           | Championnat | Championnat | Championnat | Coupe nationale | Coupe nationale | Coupe nationale | Coupe de la Ligue | Coupe de la Ligue | Coupe de la Ligue | Compétition(s) continentale(s) | Compétition(s) continentale(s) | Compétition(s) continentale(s) | Compétition(s) continentale(s) | Autres compétitions | Autres compétitions | Autres compétitions | Autres compétitions | Total | Total | Total |
| Saison                | Club                  | Division              | M.          | B.          | P.d.        | M.              | B.              | P.d.            | M.                | B.                | P.d.              | Comp.                          | M.                             | B.                             | P.d.                           | Comp.               | M.                  | B.                  | P.d.                | M.    | B.    | P.d.  |
| 2022-2023             | Ross County (prêt)    | Premiership           | 19          | 0           | 0           | 1               | 0               | 0               | 5                 | 2                 | 1                 | -                              | -                              | -                              | -                              | -                   | -                   | -                   | -                   | 25    | 2     | 1     |
| 2022-2023             | Harrogate Town (prêt) | League Two            | 19          | 3           | 5           | -               | -               | -               | -                 | -                 | -                 | -                              | -                              | -                              | -                              | -                   | -                   | -                   | -                   | 19    | 3     | 5     |
| 2023-2024             | Cercle Bruges KSV     | Division 1A           | 20          | 3           | 0           | 1               | 0               | 0               | -                 | -                 | -                 | -                              | -                              | -                              | -                              | PO1                 | 8                   | 1                   | 0                   | 29    | 4     | 0     |
| 2024-2025             | Cercle Bruges KSV     | Division 1A           | 19          | 3           | 0           | 2               | 0               | 0               | -                 | -                 | -                 | C3+C4                          | 4+6                            | 1+4                            | 0+1                            | -                   | -                   | -                   | -                   | 31    | 8     | 1     |
| Sous-total            | Sous-total            | Sous-total            | 39          | 6           | 0           | 3               | 0               | 0               | -                 | -                 | -                 | -                              | 10                             | 5                              | 1                              | -                   | 8                   | 1                   | 0                   | 60    | 12    | 1     |
| 2024-2025             | Stade rennais FC      | Ligue 1               | 10          | 0           | 2           | -               | -               | -               | -                 | -                 | -                 | -                              | -                              | -                              | -                              | -                   | -                   | -                   | -                   | 10    | 0     | 2     |
| 2025-2026             | Trabzonspor           | SüperLig              | 2           | 0           | 0           | -               | -               | -               | -                 | -                 | -                 | -                              | -                              | -                              | -                              | -                   | -                   | -                   | -                   | 2     | 0     | 0     |
| Total sur la carrière | Total sur la carrière | Total sur la carrière | 89          | 9           | 7           | 4               | 0               | 0               | 5                 | 2                 | 1                 | -                              | 10                             | 5                              | 1                              | -                   | 8                   | 1                   | 0                   | 116   | 17    | 9     |